# Frank Veldwijk
Frank Veldwijk (Almelo, 21 augustus 1964) is een voormalig Nederlands voetballer die uitkwam voor PEC Zwolle '82 en Emmen. Hij speelde als verdediger. Vanaf het seizoen 2013/2014 start Frank Veldwijk als hoofdscouting bij FC Emmen.

## Statistieken
| Seizoen | Club           | Land      | Competitie     | Wed. | Goals |
| ------- | -------------- | --------- | -------------- | ---- | ----- |
| 1983/84 | PEC Zwolle '82 | Nederland | Eredivisie     | 13   | 0     |
| 1984/85 | PEC Zwolle '82 | Nederland | Eredivisie     | 12   | 0     |
| 1985/86 | PEC Zwolle '82 | Nederland | Eerste divisie | 3    | 0     |
| 1986/87 | PEC Zwolle '82 | Nederland | Eredivisie     | 15   | 0     |
| 1987/88 | PEC Zwolle '82 | Nederland | Eredivisie     | 29   | 0     |
| 1988/89 | PEC Zwolle '82 | Nederland | Eredivisie     | 29   | 1     |
| 1989/90 | PEC Zwolle '82 | Nederland | Eerste divisie | 2    | 0     |
| 1989/90 | Emmen          | Nederland | Eerste divisie | 25   | 1     |
| 1990/91 | Emmen          | Nederland | Eerste divisie | 31   | 0     |
| 1991/92 | Emmen          | Nederland | Eerste divisie | 27   | 0     |
| 1992/93 | Emmen          | Nederland | Eerste divisie | 28   | 0     |
| 1993/94 | Emmen          | Nederland | Eerste divisie | 30   | 2     |
| 1994/95 | Emmen          | Nederland | Eerste divisie | 24   | 0     |
| 1995/96 | Emmen          | Nederland | Eerste divisie | 24   | 0     |
| 1996/97 | Emmen          | Nederland | Eerste divisie | 0    | 0     |
| 1997/98 | Emmen          | Nederland | Eerste divisie | 0    | 0     |
| Totaal  | Totaal         | Totaal    | Totaal         | 292  | 4     |